# Amanda Brooks
Amanda Brooks (* 22. Juni 1981 in New York City, New York) ist eine US-amerikanische Schauspielerin.
Sie ist die Tochter des Komponisten Joseph Brooks.

## Leben
2007 spielte sie die weibliche Hauptrolle im Film Dragon Wars. In den Filmen Flightplan – Ohne jede Spur und River's End übernahm sie bereits 2005 tragende Rollen. Zudem war sie 2009 in drei Episoden der Seifenoper General Hospital als Mischa zu sehen.

## Filmografie (Auswahl)
- 2005: River’s End
- 2005: Flightplan – Ohne jede Spur (Flightplan)
- 2006: Cut Off
- 2007: Dragon Wars (D-War)
- 2008: Männer sind Schweine (My Best Friend’s Girl)
- 2008: Der Wächter des Hades (Hellhounds, Fernsehfilm)
- 2008: Stiletto
- 2009: Happy Hour
- 2011: Chillerama
- 2013: This Thing with Sarah
- 2009: General Hospital (Fernsehserie, 3 Episoden)
- 2013: The Canyons
- 2013: Bones – Die Knochenjägerin (Bones, Fernsehserie, Episode 10x21 The Life in the Light)
- 2015: Longmire (Fernsehserie, Episode 4x05 Help Wanted)
- 2016: Mistresses (Fernsehserie, 2 Episoden)
- 2017: Nashville (Fernsehserie, 3 Episoden)
- 2017: Outsiders (Fernsehserie, 3 Episoden)
- 2017: The Night Shift (Fernsehserie, Episode 4x02 Off the Rails)
- 2017: The Magicians (Fernsehserie, Episode 2x02 Hotel Spa Potions)
- 2017: Timeless (Fernsehserie, Episode 1x13 Karma Chameleon)
- 2018: Castle Rock (Fernsehserie, Episode 1x05 Harvest)
- 2018: Christmas Everlasting (Fernsehfilm)
- 2021: The Birch (Fernsehserie, 7 Episoden)
- 2022: Super Pumped (Fernsehserie, 4 Episoden)
- 2024: Chicago Med (Fernsehserie, 1 Episode)
- seit 2024: Dexter: Original Sin (Fernsehserie)